# Funk

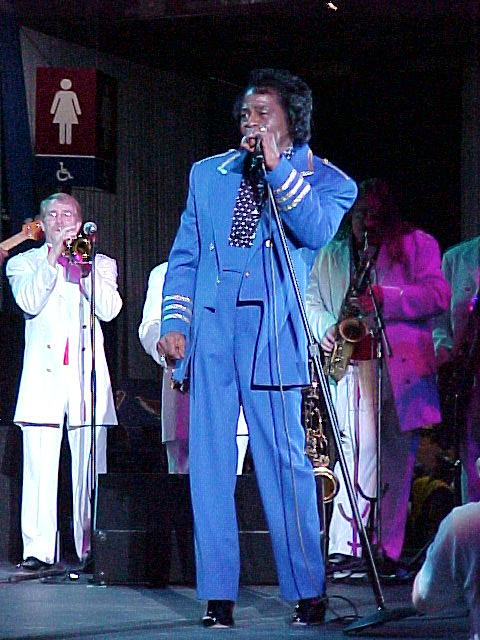
James Brown in 2001

Funk is een sterk ritmische muziekstijl en leunt vooral op het ritmisch staccato samenspel tussen percussie, baslijnen, slaggitaren en blaasinstrumenten. De muziekstroming is halverwege de jaren 1960 ontstaan in de Verenigde Staten toen James Brown een kenmerkende groove ontwikkelde die de nadruk legde op de downbeat - met een zware nadruk op de eerste tel van elke maat ("The One"), en de toepassing van veel 16e noten en syncopen op slaggitaar, baslijnen en drums. Er wordt weinig gebruikgemaakt van akkoordprogressie, zoals in de blues, wel van septiem, negende en 13e akkoorden zoals in de bebop.
In funk benadrukt de ritmesectie, de zang is ondergeschikt.

## Geschiedenis

### Naam
Het woord funk, afgeleid van het Latijnse "fumigare" (dat "roken" betekent) en het Oudfranse "fungiere", werd begin 20ste eeuw in jazzjargon gebruikt als iets dat diep en sterk gevoeld werd net als de sterke geur van kazen. In New Orleans duikt het woord op in "Funky Butt" van Buddy Bolden, waarin funk verwijst naar de geur van  een volgepropte danszaal met zwetende mensen.
In de Afro-Amerikaanse muziek gebruikte men de aanduiding funky om dat deel van de muziek aan te geven dat los, sexy, langzaam, riff-georiënteerd en/of dansbaar was. Funk kan dus gezien worden als een subgenre binnen rhythm-and-blues en de term wordt sinds medio jaren zestig twintigste eeuw als genreaanduiding gebruikt.

### Jaren zestig
In de jaren zestig ontstond funk als muziekgenre, voornamelijk ontwikkeld door James Brown en de groep muzikanten rondom hem en later ook door de The Meters, beide uit de Verenigde Staten.
Artiesten van het eerste uur waren onder meer Bootsy Collins, George Clinton, Maceo Parker, Sly & the Family Stone, de Commodores en The Isley Brothers.

### Jaren zeventig
In de jaren zeventig ontstond een nieuwe stroming binnen de funk die George Clinton en zijn Parliament/Funkadelic-collectief p-funk noemde. Funk ligt ook aan de basis van de disco, dat opkwam aan het eind van de jaren zeventig. Bekende artiesten uit deze tijd waren Earth, Wind & Fire en Rick James. Ook ontstond in de jaren zeventig de jazzfunk met onder anderen Herbie Hancock met het album Headhunters uit 1973. In de muziek van Mother's Finest, een groep met zowel zwarte als blanke bandleden, smolt de funk destijds met rockmuziek samen.

### Jaren tachtig
In de jaren tachtig ging de funk zich steeds meer vermengen met andere muziekstijlen. Zo ontstond in de Amerikaanse stad Minneapolis een aparte funkscene, met name dankzij het succes van de artiest Prince. Deze mengden onder andere pop, new wave en rock met funk. Ook de muziek van de in 1989 doorbrekende Amerikaanse band Red Hot Chili Peppers was sterk door funk beïnvloed. Deze groep speelde hoofdzakelijk funkmetal en later ook funkrock. Ook ontstond er boogieachtige funk, die populair werd in de Westelijke Verenigde Staten en dan vooral Californië. De groep Zapp & Roger uit Ohio had er verschillende hits mee. Ook de megahit Another One Bites the Dust van Queen uit 1980 wordt vaak met funk geassocieerd.
Ook had de funk veel invloed op de commerciëlere popmuziek in en vanaf deze tijd.

### Jaren negentig en 2000
Vanaf de jaren negentig was funk voornamelijk van invloed op de grooves en samples in respectievelijk de dance en de hiphop. Binnen de hiphop zag met name de rapgroep Digital Underground zich als een voortzetting van de P-funk. Bekende rapnummers als Hit em up van 2Pac en California love van 2Pac en Dr. Dre bevatten samples van funknummers. Een andere vorm van funk die in de jaren negentig opkwam, is G-funk.
Een meer met jazz verbonden opleving ontstond met Amerikaanse artiesten als John Scofield en Soulive.
Daarnaast ontwikkelde zich de uit Amerika overgewaaide hammondbeat, gekenmerkt door veelal instrumentale en hypnotiserende funkgrooves, waarin scheurende hammondorgels en wah-wah-gitaren centraal staan.
Ook in de dancemuziek is de invloed van funk nog steeds aanwezig.

## Nederland
Tot de belangrijkste Nederlandse funkartiesten behoren Bastian, Candy Dulfer, Gellybooty, Gotcha! en Seven Eleven. Ook het nieuwe hammondorgelgeluid is in Nederland te horen: van onder meer de band Sven Hammond Soul verschijnen zelfs platen onder het Amerikaanse platenlabel Hammondbeat Records. De Lefties Soul Connection heeft in binnen- en buitenland succes met een funkgeluid dat gebaseerd is op funky drums, gierend hammondorgel, soepele baslijnen en ritmisch gitaarspel. De Surinaamse Sumy was een vroege vertegenwoordiger van het genre in Nederland.

## Funk (solo, band)
- Earth, Wind & Fire
- Johnnie Taylor
- KC and The Sunshine Band
- Kool & The Gang
- Lakeside
- Larry Graham
- L.T.D.
- Maceo Parker
- Manu Dibango
- Midnight Movers
- Midnight Star
- Mtume
- Mutiny
- Ohio Players

## Subgenres en invloeden
Subgenres zijn onder meer:
- Funkrock
- P-funk
- Go-go
- Funk Blues

Genres die veel funkinvloeden hebben zijn:
- Disco
- Neo-r&b
- Hiphop
- House in het algemeen
- Popmuziek in het algemeen en vanaf de jaren zeventig